# المراهقة الآلية
المراهقة الآلية (My Life as a Teenage Robot ماي لايف أز أ تينيج روبوت) مسلسل كرتون من أصل أمريكي عرض على نكولديون ومدبلج للعربية، يدور المسلسل حول مغامرات جيني، وهي فتاة مراهقة آلية تملك قدرات خارقة وتمتلك قلباً رقيقاً، وتحاول حماية كوكبها من الكوارث.

## قصة الكرتون
تدور أحداث المسلسل حول الفتاة الآلية «جيني»، التي تمتلك قدرات خارقة، ومهارات قتالية متنوعة، تُمكِّنها دائمًا من حماية كوكب الأرض من الكوارث والأخطار التي يتعرض لها.
إلى جانب ما تتمتع به «جيني» من قدرات خارقة، فإنها تمتلك قلبًا رقيقًا، وتحلم بأن تعيش حياتها كفتاة عادية، وليس كبطلة خارقة مسئولة عن حماية كوكب الأرض، حيث تريد القيام بأشياء مختلفة، كأن تقضي وقتها مع صديقاتها في التنزه والمرح والتسوق.
كلما حاولت «جيني» ممارسة حياتها بشكل طبيعي، تجد نفسها مطالبة بخوض مغامرة جديدة لحماية الكوكب من الكوارث التي تواجهه، فهل يأتي اليوم الذي تحلم فيه بممارسة حياتها بشكل طبيعي، بعيدًا عن المغامرات والمواجهات المثيرة؟

## الشخصيات

### الأبطال
- جينى
  - مؤدية الصوت: جانيس كاواي
  - المدبلجة العربية: يارا علاء

فتاة آلية صممتها المخترعة «مدام عبقرينة» لإنقاذ العالم مما يهدده من أخطار وكوارث وتتمتع بقدرات خارقة، ومهارات قتالية تُمكِّنها من التغلب على الأشرار الذين يهددون كوكب الأرض وهي تتصف بأنها واثقة تمامًا من نفسها، وماهرة، وعنيدة، وتتمتع بالقوة والشجاعة ومهامها العديدة لإنقاذ كوكب الأرض تمنعها من ممارسة حياتها كفتاة عادية وتسميها والدتها اكس جى 9.
- براد
  - مؤدي الصوت: تاد دوريك
  - المدبلج العربي: وصال عبد العزيز

الصديق المقرب لـ «جيني»، والذي يشاركها دائمًا مغامراتها المثيرة وهو يتمنى أن يصبح مثل «جيني»، حيث إنه معجب جدًا بما لديها من قدرات ومهارات وهو لا ينجح في تكوين صداقات مع زملائه في المدرسة، ويرى أن صداقته لـ «جيني» تغنيه عن ذلك ويحب المغامرات، ويرغب في اكتشاف العالم بعيدًا عن الحياة المدرسية، وينتهز الفرصة لدخول عالم «جيني» المثير المليء بالمغامرات البطولية وتستعين به «جيني» في معرفة الكثير من الأشياء، خاصة وأنها تحلم بأن تعيش حياتها بشكل طبيعي.
- تاك
  - مؤديا الصوت: أودري واسيلوسكي (جيس هارنيل في بضعة حلقات)
  - المدبلجة العربية: منال زايد

الأخ الأصغر لـ «براد»، إلا أنه يرى نفسه كبيرًا وقادرًا على خوض المغامرات وعلى عكس أخيه الأكبر «براد»، يحب «تاك» دائمًا أن يتعامل فقط مع ما هو مألوف لديه وهو رغم مخاوفه الكثيرة، إلا أنه يصر على مرافقة «جيني» و«براد» فيما يدخلانه من مغامرات وتصرفاته غريبة ومزعجة، وكثيرًا ما يوقع «جيني» و«براد» في المشكلات.
- مدام عبقرينة
  - مؤدية الصوت: كاندي ميلو
  - المدبلجة العربية: شادية حسني

مخترعة قامت بابتكار المراهقة الآلية «جيني»؛ من أجل إنقاذ كوكب الأرض من الكوارث والأخطار. وتناديها «جيني» دائما بـ «أمي»، وتعتز بها وتحبها كثيرًا وقد ظلت لسنوات عديدة تحاول إنقاذ العالم من الشر، إلى أن تحقق لها ذلك باختراعها للمراهقة الآلية «جيني» وزودت «جيني» بأساليب القتال، وعلمتها إدارة المعارك وكل ما يهمها أن تدافع «جيني» عن كوكب الأرض، وليس أن تعيش حياتها كفتاة عادية.
- شيلدون
  - مؤدي الصوت: كوينتون فلين
  - المدبلج العربي: معوض إسماعيل

صديق جينى المقرب وهو ذكى إلى حد كبير ودائما مايقع في المشاكل وهو يحبها بشدة، لكن في يوم من الايام أرسلته إلى الفضاء بالخطاء ورجع بعد 75 سنة، لكن جيني أعادته إلى شكله الطبيعي ودائماً ما تقبله أو تعانقه لانه ينقذ حياتها، مثل يوم الكريسمس وعندما كان جاسوس وعندما صنع لها أذنان لكن جيني بدأت تحلم بولد آلي لكنه صنع آليا واثبت لها كم الآليون
متعجرفين وفي آخر ظهور له حاول فعل شيئأ غبية جعلت جيني تغضب لكنها تفهمت انه حاول فعل ذلك من اجلها.

### الأشرار
- مستر رقبة
  - مؤدي الصوت: كيفن مايكل ريتشاردسون
  - المدبلج العربي: رمضان خاطر
- هيمكليس
  - مؤدي الصوت: بروس كامبل
  - المدبلج العربي:
- الملكة فيكسس
  - مؤدية الصوت: إرثا كيت
  - المدبلجة العربية: إيمان غنيم

## الدبلجة العربية
كانت بداية دبلجة كرتون المراهقة الآلية على آرتينز ويسمى جيني روبط سنة 2006 لكن تم اغلاق القناة سنة 2008
بعد هذا ومع اطلاق النسخة العربية واسم الحقيقي المراهقة الآلية لقناة نكلودين لكنها هي الأخرى تم اغلاقها سنة 2011 لاسباب مادية
واخيرا وبعد ان اشتهرت قناة MBC3 تم عرض البرنامج على هذه القناة

## روابط خارجية
- المراهقة الآلية على موقع IMDb (الإنجليزية)
- المراهقة الآلية على موقع روتن توميتوز (الإنجليزية)
- المراهقة الآلية على موقع فيلمافينيتي (الإسبانية)
- المراهقة الآلية على موقع كينوبويسك (الروسية)
- المراهقة الآلية على موقع قاعدة بيانات الفيلم (الإنجليزية)